# Mikołaj Błociszewski
Mikołaj Błociszewski, Mikołaj z Błociszewa herbu Ostoja (zm. 1419) – nadworny rycerz i poseł Władysława Jagiełły do rokowań z Krzyżakami, kasztelan santocki (1401–1415), sędzia ziemski poznański (1415–1419).

## Życiorys
Urodził się w jednej z rodowych osad, do których zaliczały się m.in. Brodnica, Błociszewo i Rąbiń w powiecie śremskim. Był synem Świętomira Błociszewskiego z Błociszewa i Agnieszki (?). Poślubił Dorotę Jeżewską, córkę Dominika Jeżewskiego. Według prof. W. Dworzaczka w źródłach z 1404 roku pojawia się Katarzyna żona Mikołaja. Miał kilkoro dzieci: Macieja, Jana, Andrzeja, Mikołaja i Jadwigę.
Wspólnie z bratem Janem Błociszewskim był początkowo właścicielem Błociszewa, Brodnicy i Grabianowa, następnie za zezwoleniem Wojciecha Jastrzębca, biskupa poznańskiego wzniósł kościół parafialny w Błociszewie w 1408 r. Mikołaj choć używał nazwiska Błociszewski, nie dostał w podziale majątkowym Błociszewa, gdzie osiadł jego starszy brat Jan. Ich siostrą prawdopodobnie była Formosa z Rąbina, która na przełomie XIV i XV w. prowadziła z Mikołajem proces o wypłatę wiana. Proces ten nie był jedynym w życiu Mikołaja mającego tytuły: kasztelana santockiego (lub sanockiego, jak określa Kacper Niesiecki), sędziego poznańskiego i wielmożego wielkopolskiego.
Podpisał pokój toruński 1411 roku.
Przed sądem kościańskim występował w sprawie o podpalenie, wniesionej przez Jana i Pakosza Zolińskich, a także o wieś Roszkowo z braćmi Piotrem i Jakubem z Górki.
Mikołaj Błociszewski zmarł w 1419 roku.

### Literatura dodatkowa
- Karol Piotrowicz: Błociszewski Mikołaj. W: Polski Słownik Biograficzny. T. 2: Beyzym Jan – Brownsford Marja. Kraków: Polska Akademia Umiejętności – Skład Główny w Księgarniach Gebethnera i Wolffa, 1936, s. 136. Reprint: Zakład Narodowy im. Ossolińskich, Kraków 1989, ISBN 83-04-03291-0